# Fabrice N'Guessi
Fabrice N'Guessi Ondama (sinh ngày 27 tháng 2 năm 1988 ở Ouenzé) là một cầu thủ bóng đá người Congo hiện tại thi đấu cho Club Africain.

## Quốc tế
Anh có trận đấu đầu tiên cho Đội tuyển bóng đá quốc gia Congo ở vòng loại Giải vô địch bóng đá thế giới 2010 trước Mali vào ngày 7 tháng 9 năm 2008.

### Bàn thắng quốc tế
Tỉ số và kết quả liệt kê bàn thắng của Congo trước.
| #  | Ngày                 | Địa điểm                                          | Đối thủ      | Tỉ số | Kết quả | Giải đấu                                     |
| -- | -------------------- | ------------------------------------------------- | ------------ | ----- | ------- | -------------------------------------------- |
| 1. | 6 tháng 10 năm 2006  | Sân vận động Alphonse Massemba-Débat, Brazzaville | Tchad        | 3–0   | 3–1     | Cúp bóng đá châu Phi 2008 qualification      |
| 2. | 29 tháng 2 năm 2012  | Sân vận động Thành phố, Pointe-Noire              | Uganda       | 1–0   | 3–1     | Vòng loại Cúp bóng đá châu Phi 2013          |
| 3. | 7 tháng 9 năm 2013   | Sân vận động Général-Seyni-Kountché, Niamey       | Niger        | 2–2   | 2–2     | Vòng loại giải vô địch bóng đá thế giới 2014 |
| 4. | 25 tháng 1 năm 2015  | Sân vận động Bata, Bata                           | Burkina Faso | 2–1   | 2–1     | Cúp bóng đá châu Phi 2015                    |
| 5. | 14 tháng 11 năm 2015 | Sân vận động Addis Ababa, Addis Ababa             | Ethiopia     | 2–1   | 4–3     | Vòng loại giải vô địch bóng đá thế giới 2018 |

Anh nằm trong đội hình Congo tham dự Cúp bóng đá châu Phi 2015 và ghi bàn thắng quyết định trong thất bại 2–1 của Burkina Faso, giúp Diables Rouges vào đến tứ kết lần đầu tiên kể từ năm 1992.

## Danh hiệu
Anh là cầu thủ xuất sắc nhất của Cúp bóng đá U-20 châu Phi 2007.

### Câu lạc bộ
Wydad Casablanca
- Botola:
  - Vô địch: 2014-2015
  - Á quân: 2015-2016
  - Vô địch: 2016-2017
- CAF Champions League:
  - Á quân: 2011
  - Bán kết: 2016

## Danh hiệu
1. Tứ kết cùng với Stade M'Bombat La Mancha 2007
2. Chung kết Cúp bóng đá Congo 2006 cùng với Stade M'Bombat La Mancha
3. Cầu thủ ghi nhiều bàn thắng nhất tỉnh Brazzaville
4. Vô địch trẻ cùng với Kouilou Pointe Noire